# Фахверк

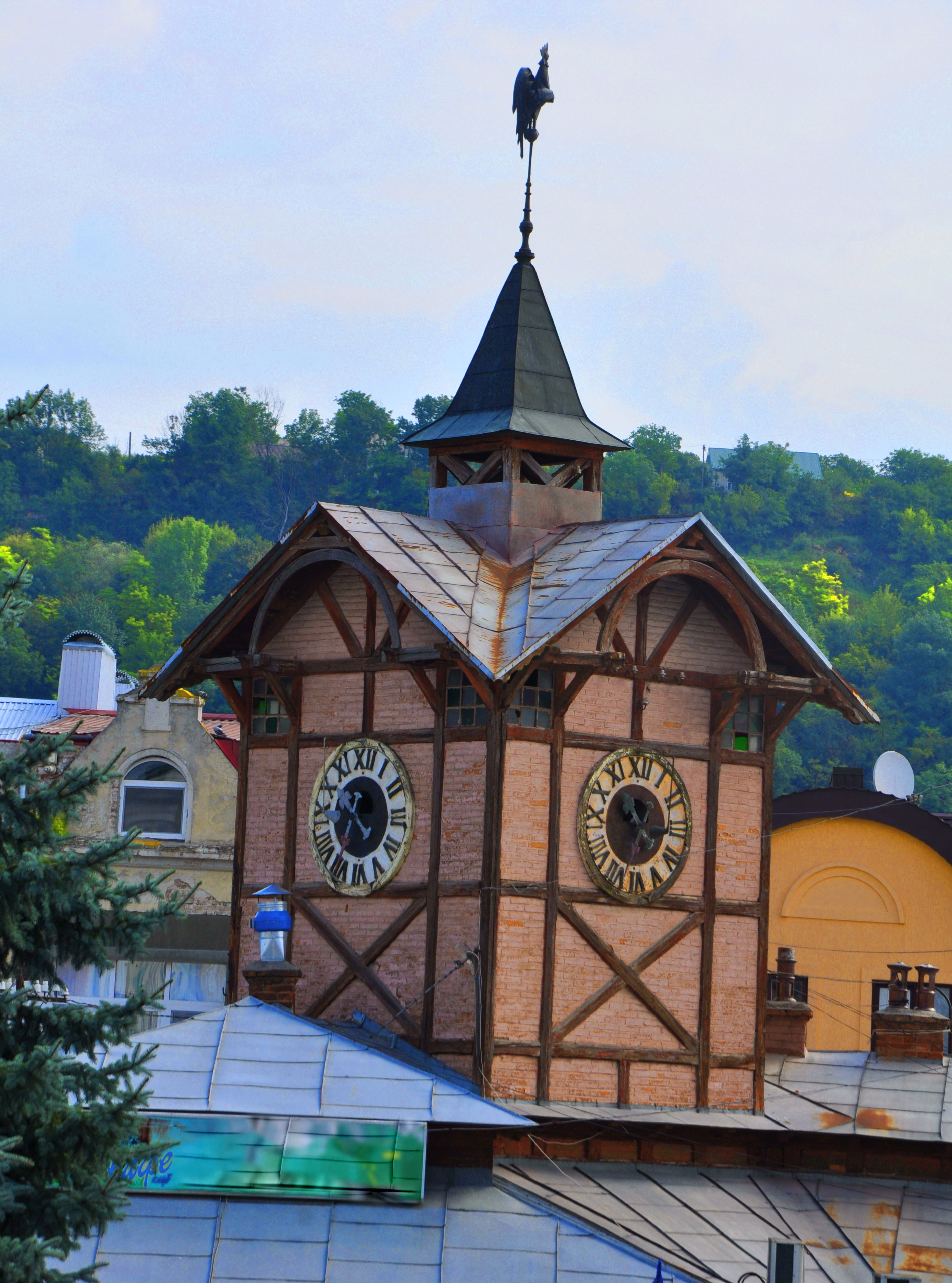
Фахверкова вежа ратуші в Чорткові

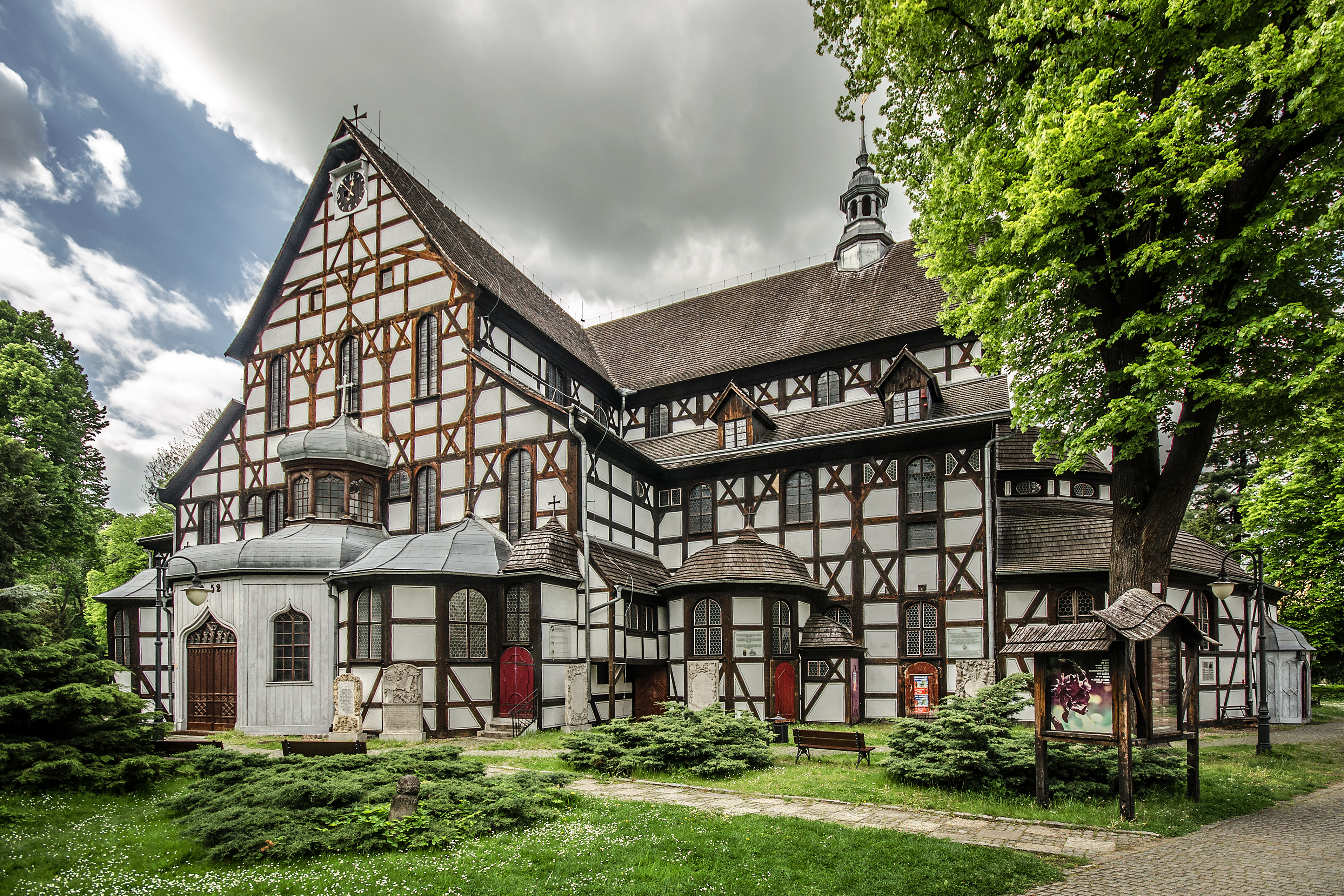
Найбільша в Європі фахверкова церква в Свідниці (збуд.1657)

Фахве́рк також покліття (нім. Fachwerk — «каркасна споруда» та нім. Holzfachwerk — «деревʼяна каркасна споруда») — каркасні конструкції, де в основі будівлі є вертикальні колони-стояки та горизонтальні балки-бруси, з'єднані похилими стійками-підкосами для жорсткості. Фахверк це кістяк (каркас) огороджувальних конструкцій (переважно стіни) будинку, який зазвичай складається з горизонтальних (ригелів) та вертикальних (стояків) елементів та розкосів. Простір між фахверковими елементам заповнюють цеглою, каменем тощо. У сучасному будівництві фахверки обрамляють малоповерхові споруди, і він представляє каркас (переважно дерев'яний) цієї споруди. В Україні так будували дзвіниці, вітряки та інші господарські чи комерційні, а часто й житлові будівлі. Цей тип будівництва почасти носить назву «пруський мур» або «пруське мурування».

## Короткий опис
Простір між елементами фахверку заповнюють цеглою, каменем або іншим матеріалом.
Фахверк, передаючи навантаження на основний каркас споруди, дає змогу полегшувати конструкцію стін.
З часів Середньовіччя й донині дерев'яні фахверкові споруди значно поширені у всій Північній, Західній Європі (Британія, Німеччина, Франція, Швеція, Данія, Норвегія, Швейцарія, Бенілюкс), частково Центральній Європі (Австрія, Польща, Чехія тощо). Скрізь, де дерево було головним конструкційним матеріалом для будівлі домівок. Навіть у сучасній Бразилії, куди фахверк потрапив завдяки німецьким переселенцям 20-го ст.
Подеколи фахверкові конструкції застосовували на території сучасної України, наприклад, у будівлі старішої Чортківської ратуші (Тернопільська область) або кам'яниці на центральній площі Старого Самбора (Львівська область).
У сучасному будівництві фахверки є різновидом каркаса (переважно дерев'яного) малоповерхових споруд допоміжного або господарського призначення (наприклад, при зведенні теплиць).

## Галерея

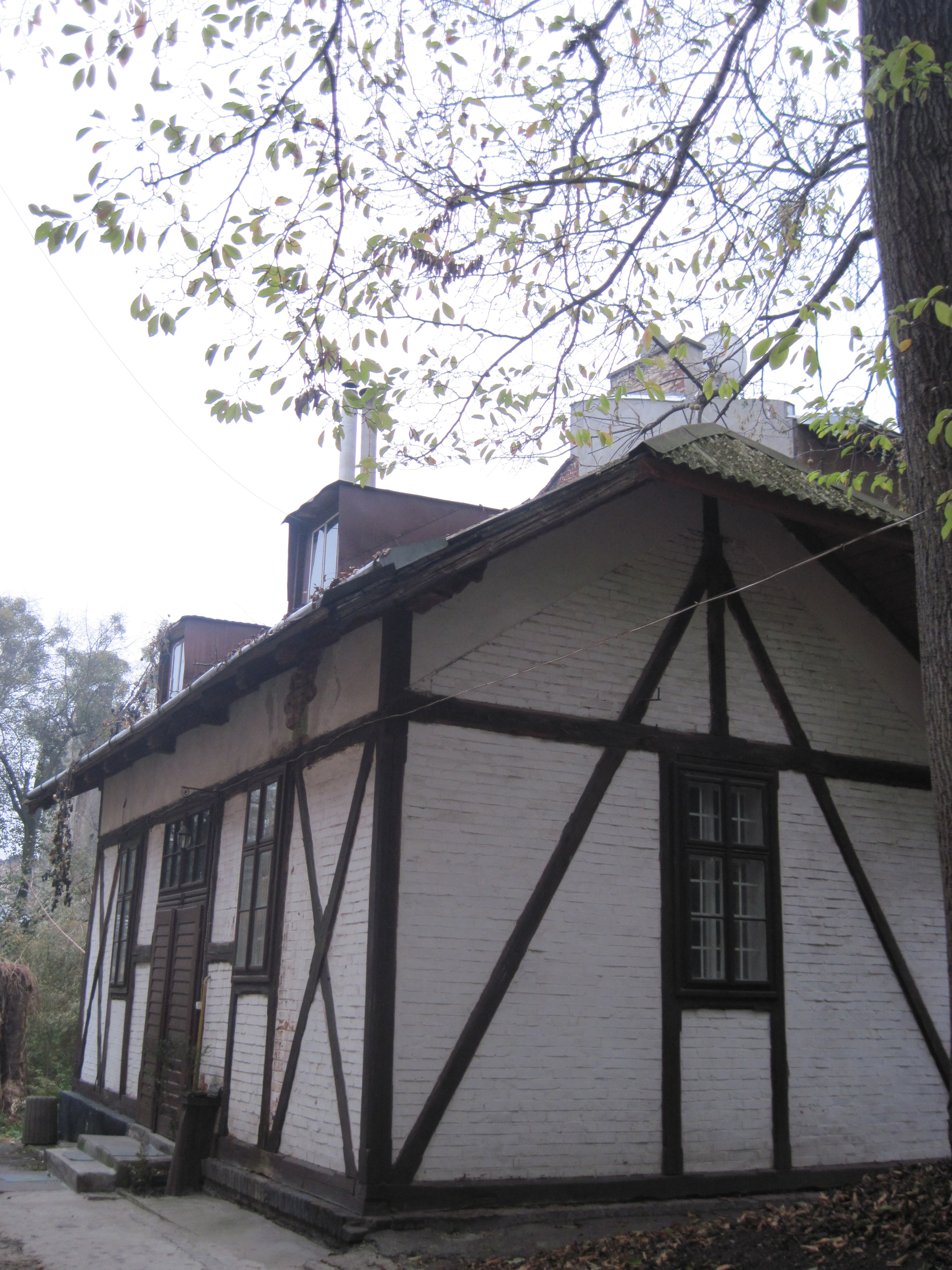
НЛТУ України, Львів, вул. Кобилянської
Фахверкова кам'яничка у Старому Самборі
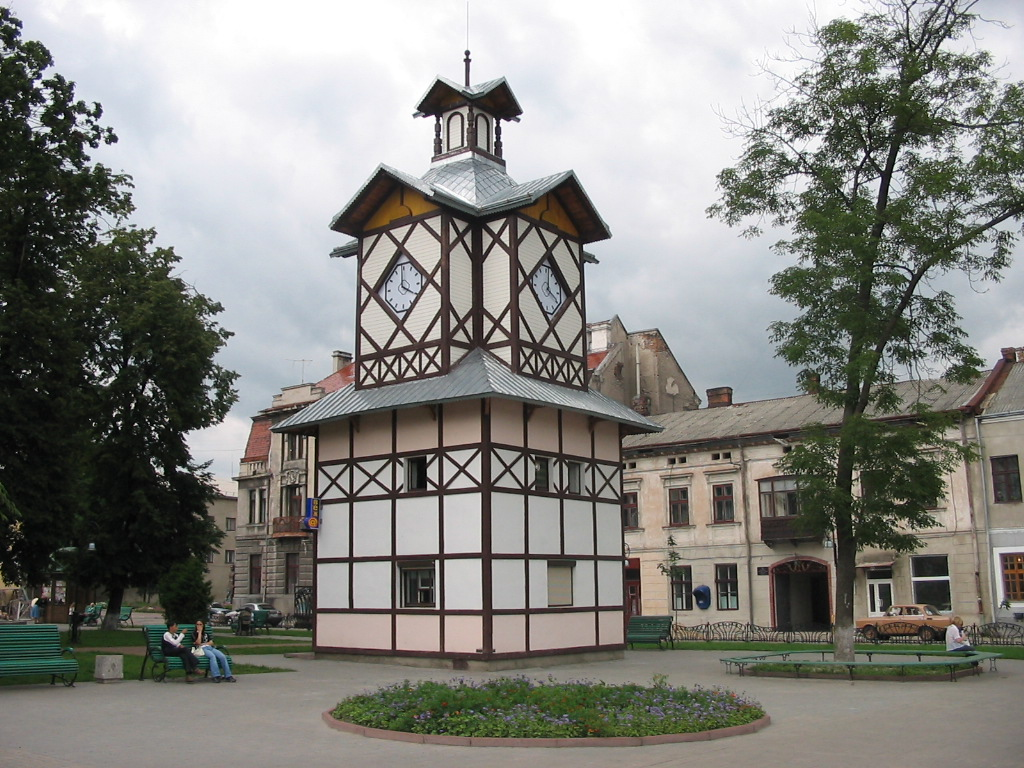
Годинникова вежа, Броди
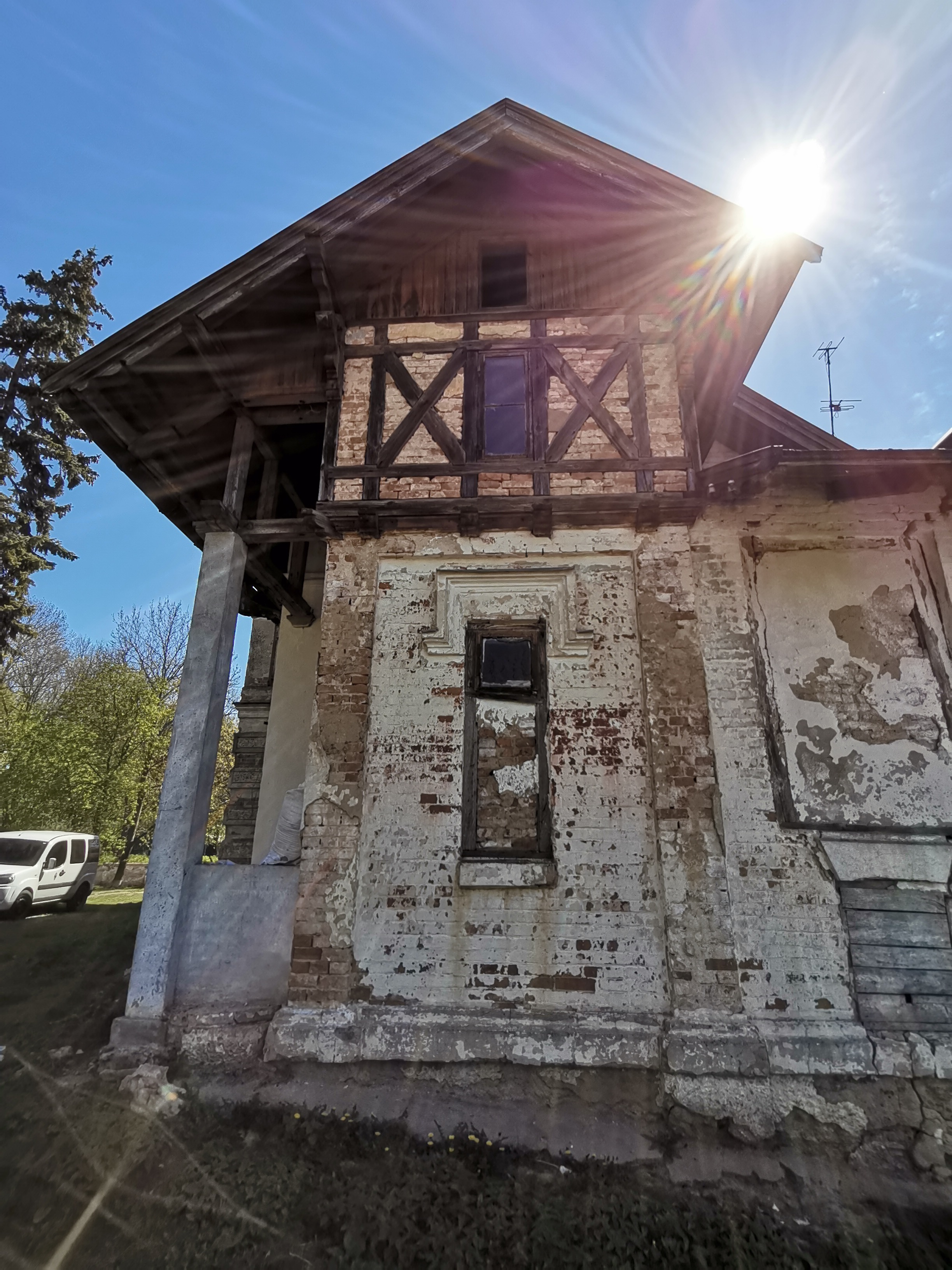
Будинок керуючого маєтком (Антоніни)
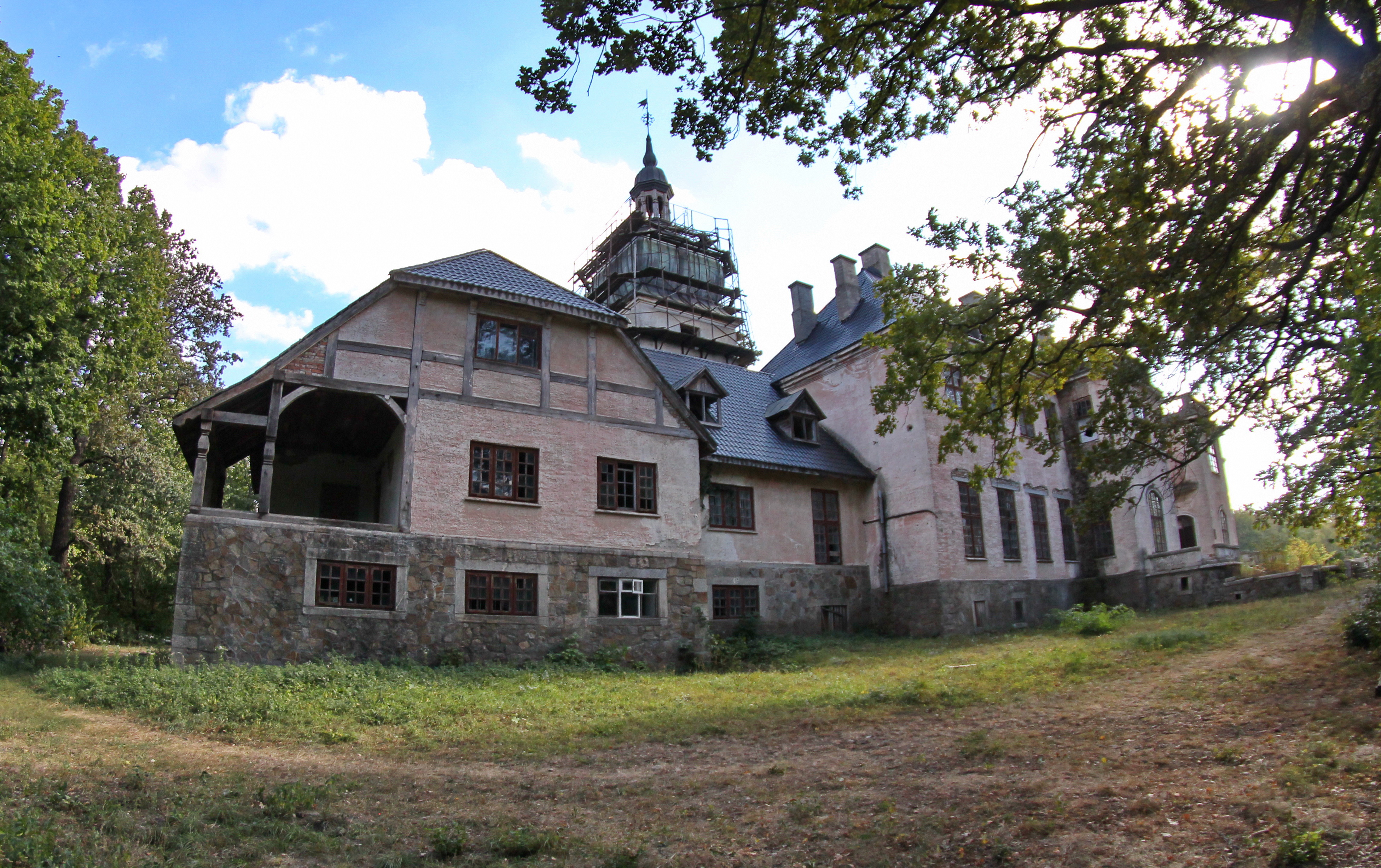
Палац графа Шувалова, Тальне

## Писемні джерела
- Фахверк // Українська радянська енциклопедія : у 12 т. / гол. ред. М. П. Бажан ; редкол.: О. К. Антонов та ін. — 2-ге вид. — К. : Головна редакція УРЕ, 1984. — Т. 11, кн. 1 : Стодола — Фітогеографія. — 606, [2] с., [22] арк. іл. : іл., портр., карти с. — с. 537